# Hołynka (rejon wołkowyski)
Hołynka (biał. Галынка, Hałynka; ros. Голынка, Gołynka) – wieś na Białorusi, w obwodzie grodzieńskim, w rejonie wołkowyskim, w sielsowiecie Gniezno.
Znajduje tu się przystanek kolejowy Hołynka, położony na linii Wołkowysk – Brzostowica.
W dwudziestoleciu międzywojennym leżała w Polsce, w województwie białostockim, w powiecie wołkowyskim, w gminie Mścibów.